# 弛緩時硬陰茎症候群
弛緩時硬陰茎症候群またはハードフラシッド症候群（英: Hard flaccid syndrome; HFS）とは、弛緩時の陰茎の半硬直、勃起時の亀頭の軟化（亀頭冷感症）、骨盤痛、性欲減退、勃起不全、勃起痛、射精時痛、陰茎の違和感（痺れや冷感）、下部尿路症状、骨盤底筋の収縮、精神的苦痛を特徴とする慢性疼痛疾患である。その他の訴えとしては、直腸や会陰部の不快感、手足の冷え、陰茎軸内部の空洞感や剥離感などがある。HFS患者の大半は20〜30歳代であり、症状は生活の質に大きく影響する。
患者は通常、性交中の事故や激しい自慰行為による外傷、特に勃起した陰茎の根元の外傷による症状の発生を報告する。勃起した陰茎の根元の外傷、特に、陰茎背動脈、尿道球動脈、陰部動脈、陰部神経、陰茎背神経への影響に起因すると思われる。陰茎の感覚や質感の変化、外見の変化はこの疾患の特徴であり、HFSを古典的な慢性骨盤痛症候群や前立腺肥大症と区別する役割を果たす。
生物学的影響と心理学的影響の両方が、骨盤底筋と陰茎への神経血管供給を変化させることで発症する。
ある説では、HFSは最初のストレスが異常な闘争・逃走反応を引き起こし、その結果、陰部神経の会陰枝を介して骨盤の筋肉への交感神経刺激が増加した結果であるとしている。その結果、遠心性神経線維からアドレナリン、ノルアドレナリン、コルチゾールが放出され、球海綿体筋、座骨海綿体筋、肛門挙筋への血流が増加し、持続的な筋収縮が起こり、深陰茎背静脈の圧迫による陰茎からの静脈流出障害と、神経性炎症による筋神経症を引き起こす[要出典医学]。

## 病態生理
HFSの病態生理学は解明されていないが、激しい性行為や吸引器具の使用などの外傷に関連することが多く、発症時期は様々である。重要な要因は、勃起した陰茎基部の外傷性損傷であり、骨盤底筋と陰茎筋に供給する神経血管構造に影響を与え、血管と感覚の変化、陰茎の部分的な鬱血、異常な感覚を引き起こす。感情的苦痛や交感神経刺激が引き金となり、骨盤底筋の痙攣が長引き、これらの神経血管構造がさらに圧迫され、陰茎虚血、神経麻痺、感覚変化、骨盤筋障害を引き起こす。様々な骨盤底筋の持続的筋収縮は陰茎静脈流出閉塞の一因となり、弛緩した陰茎の半硬直状態を引き起こす。その後、二次性筋神経障害が発症し、勃起障害や射精障害を引き起こす。

## 治療
治療には、薬物療法による疼痛管理、骨盤底筋理学療法、バイオフィードバック、ストレス軽減法などが含まれる。不安や抑鬱を感じている男性には、カウンセリングが有効である。
半勃起を弛緩させる方法として下記のようなものがある：
- ペニスリハビリ・エクササイズ ― 骨盤底筋のリラクゼーションに続く特別なエクササイズで、健康的な勃起を促す。陰茎に沿って緊張と解放を繰り返すことで、蓄積されたコラーゲンを除去し[要出典医学]、組織の酸素供給を改善する。所定のルーチンが弾力性を促進する。
- 衝撃波治療 ― 低強度の超音波で陰茎組織の深部に脈動振動を与え、血管新生を促進し、線維性プラークを破壊する。週1回の臨床的衝撃波治療により、増大に欠かせない微小血流が再開する[要出典医学]。